# Ондар, Аян-оол Александрович
Аян-оол Александрович Ондар (род. 1979, Солчур, Тувинская АССР) — российский борец вольного стиля. чемпион России. 

## Карьера
В марте 2002 года в Красноярске стал бронзовым призёром Гран-При Ивана Ярыгина. В июне 2002 года в Якутске, одолев в финале Заура Ботаева, стал чемпионом России в весовой категории до 66 кг. В сентябре 2002 года получил звание мастер спорта России международного класса. В феврале 2003 года во второй раз завоевал бронзовую медаль на Гран-При Ивана Ярыгина. В 2005 году в составе сборной России стал бронзовым призёром Кубка мира в Ташкенте. С 2007 года возглавляет Центр спортивной подготовки сборных команд, что расположен в Кызыле.

## Спортивные результаты
- Гран-при Ивана Ярыгина 2002 — ;
- Чемпионат России по вольной борьбе 2002 — ;
- Гран-при Ивана Ярыгина 2003 — ;
- Кубок мира по вольной борьбе 2005 (команда) — ;
- Кубок мира по вольной борьбе 2005 — 5;

## Личная жизнь
Окончил Красноярский государственный педагогический университет имени В. Астафьева.
Женат. Двое сыновей и дочь.
В 2021 году стал героем документального фильма «Тувинский мотив», новосибирских кинематографистов.